# Cheshirekatten

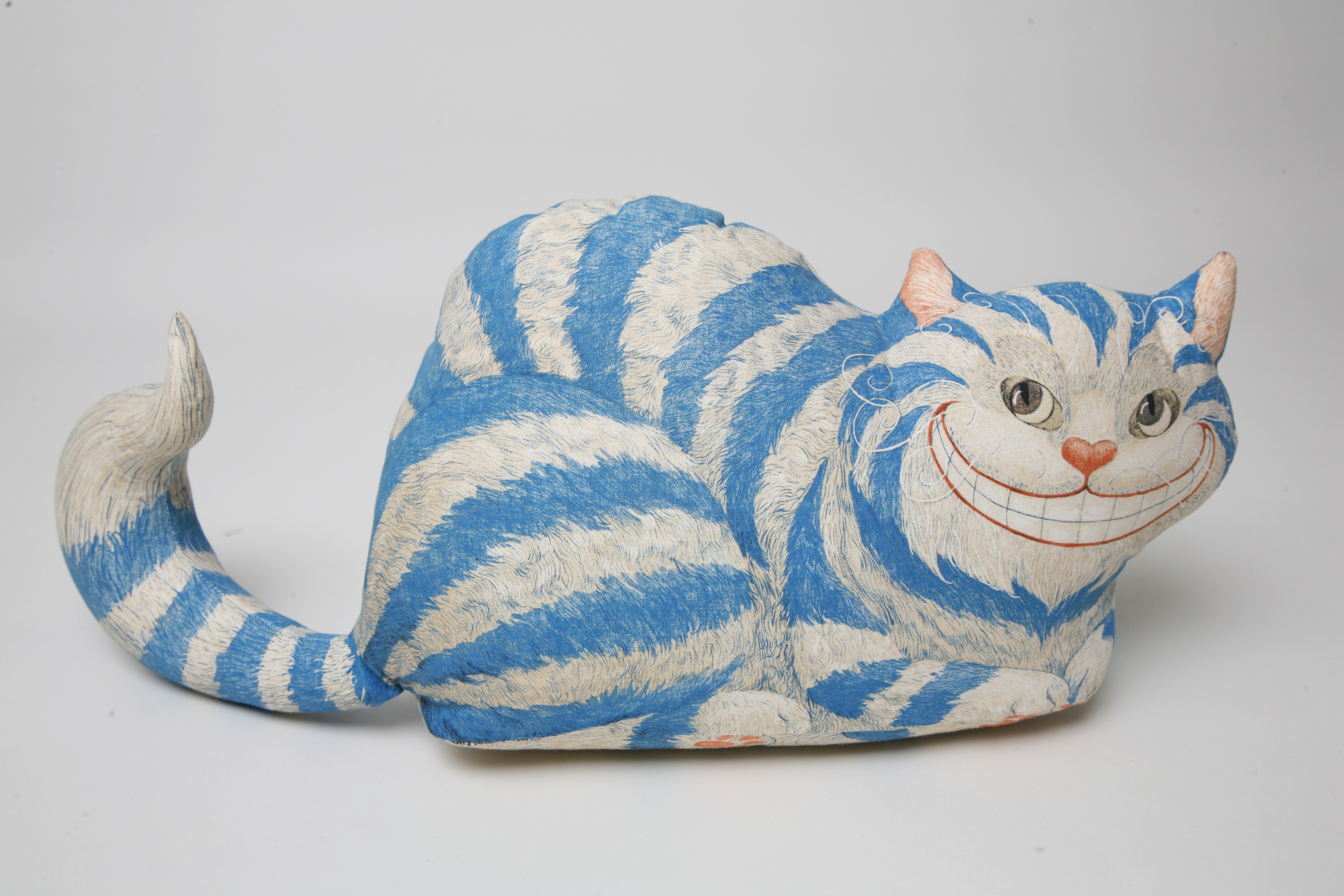
Cheshirekatt som gosedjur på The Children's Museum of Indianapolis

Cheshirekatten är en påhittad figur, som blivit berömd genom Lewis Carrolls barnbok Alice i Underlandet. Den har sitt namn efter grevskapet Cheshire i England.

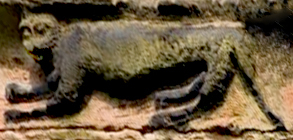
Cheshirekatt med grin på fasaden till Saint Wilfridkyrkan i Grappenhall i Cheshire

Alice stöter på Cheshirekatten flera gånger i boken och katten för roande och ibland irriterande filosofiska och matematiska konversioner med henne. Den visar också sin speciella förmåga att med vilje kunna tona ut i tomma intet. Cheshirekatten är en ständigt leende katt som kan teleportera efter behag, snabbt försvinna eller gradvis lösas upp i luften och lämna bara ett brett leende vid avskedet. Alice kommenterar detta med att hon ofta sett en katt utan smil, men aldrig tidigare ett smil utan katt.
Figuren en grinande cheshirekatt är äldre än Lewis Carrolls publicering av Alice i Underlandet 1865. Den första kända förekomsten av uttrycket i skrift var på 1700-talet i Francis Groses A Classical Dictionary of the Vulgar Tongue 1788. Där beskrivs en person som visar tänder och gom när han/hon skrattar såsom någon som smilar som en cheshirekatt.
Det finns åtskilliga teorier om vad som ligger bakom frasen "smila som en cheshirekatt". Ett möjligt ursprung är att cheshirefolk skulle smila därför att landskapet skulle vara rikt på mjölkgårdar med tillgång på mjölk och grädde i överflöd.
Det har gissats att Lewis Carroll inspirerades beträffande namn och grin på Cheshirekatten av 1500-talsskulpturen i sandsten av en smilande katt på västfasaden på Saint Wilfridskyrkan i Grappenhall, en by åtta kilometer från hans födelseplats Daresbury i Cheshire.
En annan kandidat är ett grinande medeltida katthuvud ovanför predikstolen i kyrkan i Pott Shrigley på kullarna ovanför Macclesfield.
Lewis Carroll skrev själv i sina memoarer att han såg en katt med ett mycket stort grin i Brimstage, skulpterat i en vägg, refererande till en grovt snidad kragsten i Brimstage Hall på halvön Wirral, som tidigare låg i Cheshire. Denna kan också ha varit Carrolls inspirationskälla till figuren.

## Cheshirekatteffekten
Kvantteori har frambringat exempel på egendomliga paradoxala fenomen. Cheshirekatten har fått ge namn åt ett: cheshirekatteffekten. Denna går ut på att egenskaper hos kvantobjekt frikopplas från själva objekten. 
Konceptet framfördes 2013 av en grupp israeliska och brittiska forskare, vilka inspirerades av Cheshirekattens försvinnande väsen. Precis som Cheshirekatten hos Lewis Carroll kan tona bort på vilje, och därvid inte lämna något efter sig än ett grin, kan en kvantpartikel helt separeras från sina egna egenskaper, en idé som först föreföll befängd, men en effekt som sedan dess har experimentellt demonstrerats.
Inom lingvistiken har termen chesherization använts av språkvetaren James Matisoff för ljudförändringar som orsakar att en tidigare fonologisk kontrast bibehålls men associeras med ett nytt språkdrag.